# Ton Richter
Antonius „Ton“ Maria Richter (* 16. November 1919 in Blaricum; † 10. August 2009 in Hilversum) war ein niederländischer Hockeyspieler, der mit der niederländischen Nationalmannschaft bei den Olympischen Spielen 1948 die Bronzemedaille gewann.

## Sportliche Karriere
Ton Richter spielte als Torwart bei Be Fair, HMHC und Kameleon, alle aus Hilversum. Von 1948 bis 1949 wirkte er in 16 Länderspielen mit.
1948 bei den Olympischen Spielen in London belegten die Niederländer in der Vorrunde den zweiten Platz hinter der pakistanischen Mannschaft, wobei Pakistan das Spiel gegen die Niederlande mit 6:1 gewonnen hatte. Im Halbfinale setzte sich die indische Mannschaft gegen die Niederländer durch, die britische Mannschaft besiegte Pakistan. Das erste Spiel um Bronze zwischen den Niederlanden und Pakistan endete 1:1, im Wiederholungsspiel gewannen die Niederländer mit 4:1 und erhielten die Bronzemedaille. Richter stand in allen sieben Spielen durchgehend im Tor und bekam insgesamt zwölf Gegentore.
Nach seinem Rücktritt vom aktiven Sport war Richter ab 1954 zehn Jahre im Vereinsvorstand des HMHC, dem Hilversumsche Mixed Hockey Club.